# Mulan (саундтрек, 1998)
Mulan: An Original Walt Disney Records Soundtrack — це саундтрек до анімаційного фільму «Мулан» студії Disney 1998 року. Вийшов на лейблі лейблом Walt Disney Records 2 червня 1998 року, альбом містив пісні Метью Вайлдера та Девіда Зіпеля під керівництвом Пола Богаєва та музику, написану та проведену Джеррі Голдсмітом. Серед вокалістів — Леа Салонга, Донні Осмонд, 98 Degrees, Джез Коулман, Стіві Вандер і Крістіна Агілера.
18 липня 1998 року альбом посів 24 місце в чарті Billboard 200, одночасно з показом фільму в кінотеатрах. Жоден сингл з альбому не потрапив до Hot 100, хоча версія Агілери «Reflection» досягла 15 місця в чарті Adult Contemporary, тоді як 98° і «True to Your Heart» Стіві Вандера, пісня до фільму, досягли 51 місця у рейтингу Adult Contemporary.
Альбом був номінований на премію «Оскар» за найкращий оригінальний мюзикл або комедію, але він програв «Закоханому Шекспіру».
Обмежене видання рекламного альбому з повною музикою Джеррі Голдсміта також вийшло і стало предметом колекціонування.

## Трек-лист
Автор слів David Zippel, автор музики Джеррі Голдсміт. 
| #   | Назва                            | Виконавці                                                 | Тривалість |
| --- | -------------------------------- | --------------------------------------------------------- | ---------- |
| 1.  | «Honor to Us All»                | Леа Салонга, Марні Ніксон & Бет Фаулер                    | 3:03       |
| 2.  | «Reflection»                     | Леа Салонга                                               | 2:27       |
| 3.  | «I'll Make a Man Out of You»     | Донні Осмонд & Хор‡                                       | 3:22       |
| 4.  | «A Girl Worth Fighting For»      | Гарві Фірштейн, Метью Вайлдер, Джеррі Тондо & Леа Салонга | 2:26       |
| 5.  | «True to Your Heart»             | 98° & Стіві Вандер                                        | 4:16       |
| 6.  | «Suite from Mulan» (score)       |                                                           | 7:06       |
| 7.  | «Attack at the Wall» (score)     |                                                           | 4:59       |
| 8.  | «Mulan's Decision» (score)       |                                                           | 3:23       |
| 9.  | «Blossoms» (score)               |                                                           | 6:27       |
| 10. | «The Huns Attack» (score)        |                                                           | 4:30       |
| 11. | «The Burned-Out Village» (score) |                                                           | 5:53       |
| 12. | «Reflection (pop version)»       | Крістіна Агілера                                          | 3:36       |

‡ Гарві Фірштейн, Метью Вайлдер, Леа Салонга та Едді Мерфі кожен мають одну строку у приспіві, а Джеррі Тондо — дві.

## Чарти
Альбом
| Рік  | Чарт              | Позиція |
| ---- | ----------------- | ------- |
| 1998 | The Billboard 200 | 24      |

Сингли
| Рік  | Сингл                | Виконавець            | Чарт               | Позиція |
| ---- | -------------------- | --------------------- | ------------------ | ------- |
| 1998 | «Reflection»         | Крістіна Агілера      | Adult Contemporary | 19      |
| 1998 | «True to Your Heart» | 98º and Stevie Wonder | Adult Contemporary | 51      |

### Сертифікації альбому
| Регіон                                             | Сертифікація | Продажі  |
| -------------------------------------------------- | ------------ | -------- |
| США (RIAA)                                         | Золотий      | 500 000^ |
| ^відвантаження, що базуються лише на сертифікаціях |              |          |

## Невидані пісні

### «Keep 'Em Guessing»
Видалена пісня з влучною назвою «Keep 'Em Guessing», яку вилучили з фільму, коли Едді Мерфі було обрано на роль Мушу. Цю пісню було оприлюднено у спеціальному виданні Mulan 2-Disc, але компанія Disney вирішила не перевидавати саундтрек до Мулан, попри те, що це було зроблено для саундтреків до фільмів Красуня і Чудовисько, Король Лев і Аладдін. Його повернули для сценічного мюзиклу Mulan Jr.

### «Written in Stone»
Спочатку ця пісня була розміщена в розділі, де Мулан ставить під сумнів свою ідентичність і вирішує написати власну долю, а не піддаватися суспільним гендерним ролям. Зрештою її замінила пісня «Reflection». Попри те, що спочатку це була 4-хвилинна потужна балада, у мюзиклі Mulan Jr. її розбивають на невеликі частини та повторюють багато разів протягом мюзиклу. Її співають предки у вступі, коли вони пояснюють сімейну структуру Китаю, подібно до Традиції у Скрипалі на даху. Пізніша реприза Мулан демонструє, що вона хоче, щоб її життя було записано в камені, але нею, а не її предками.